# Eudeve
L'eudeve (també heve, hegue o dohema) és una llengua morta del tronc uto-asteca. Aquesta llengua es parlava a l'estat de Sonora, Mèxic.
Dins de les llengües uto-asteques forma part del grup taracahita de la divisió sonorense-mexicana. L'ópata està estretament emparentat amb l'eudeve a tal punt que de vegades es considera que són variants de la mateixa llengua. De fet actualment els ópates, igual que els seus veïns, els jova i els eudeves, ja gairebé han desaparegut com a unitat ètnica diferenciada.

## Classificació
L'eudeve és una llengua taracahita que mostra un parentiu més proper amb l'ópata fins a tal punt que alguns autors consideren que l'eudeve i l'ópata són variants d'una mateixa llengua. Probablement el parentiu també fos proper amb el jova i una mica més distant amb el tarahumara.

## Fonologia

### Vocals
El següent quadre mostra les vocals de l'eudeve.
|         | Anterior | Central | Posterior |
| ------- | -------- | ------- | --------- |
| Tancada | i (ɨ)    |         | u         |
| Mitjana | e        |         | o         |
| Oberta  |          | a       |           |

En la flexió és molt freqüent la pèrdua de la vocal en la penúltima síl·laba àtona, davant una consonant que no sigui h, això es produeix sobretot en els noms de la segona declinació, davant els sufixos -ta i -et:
biká-t 'el ganivet' (absolutiu) > bík-et 'del ganivet' (genitiu)
I també en els futurs verbals davant -ce:
hasé-n '(ell) arriba' > hás-ce '(ell) arribarà'

### Qualitat de les vocals
Les cinc vocals poden ser glotalitzades: [aʔa], [iʔi], [iʔi], [oʔo] i [oʔo]. L'oclusió glotal també pot presentar-se abans de vocal [ʔa], ex.: 'eerá "sang". No s'ha documentat que existís diferències entre vocals llargues i breus, tal com succeeix en altres llengües uto-asteques.

### Consonants
L'inventari consonàntic de la llengua eudeve és el següent:
|           | bilabial | coronal | palatal | velar | labio- velar | glotal |
| --------- | -------- | ------- | ------- | ----- | ------------ | ------ |
| oclusiva  | p, b     | t, d    |         | k     | (bʷ)         |        |
| africada  |          | ʦ (tʃ͡)  |         |       |              |        |
| fricativa |          | s (ʃ)   |         |       |              | h      |
| nasal     | m        | n       |         |       |              |        |
| vibrant   |          | r (l)   |         |       |              |        |
| semivocal |          |         | j       |       | w            |        |

## Escriptura
No se sap si l'eudeve va tenir una escriptura abans de la conquesta espanyola, no obstant això en iniciar-se la colonització va començar també la notació de les llengües indígenes a l'alfabet llatí. El pare Loaysa va usar les següents lletres:
| L'abecedari eudeve de Loaysa | L'abecedari eudeve de Loaysa | L'abecedari eudeve de Loaysa | L'abecedari eudeve de Loaysa | L'abecedari eudeve de Loaysa | L'abecedari eudeve de Loaysa | L'abecedari eudeve de Loaysa | L'abecedari eudeve de Loaysa | L'abecedari eudeve de Loaysa | L'abecedari eudeve de Loaysa | L'abecedari eudeve de Loaysa | L'abecedari eudeve de Loaysa | L'abecedari eudeve de Loaysa | L'abecedari eudeve de Loaysa | L'abecedari eudeve de Loaysa | L'abecedari eudeve de Loaysa | L'abecedari eudeve de Loaysa | L'abecedari eudeve de Loaysa | L'abecedari eudeve de Loaysa | L'abecedari eudeve de Loaysa | L'abecedari eudeve de Loaysa | L'abecedari eudeve de Loaysa | L'abecedari eudeve de Loaysa | L'abecedari eudeve de Loaysa | L'abecedari eudeve de Loaysa |
| ---------------------------- | ---------------------------- | ---------------------------- | ---------------------------- | ---------------------------- | ---------------------------- | ---------------------------- | ---------------------------- | ---------------------------- | ---------------------------- | ---------------------------- | ---------------------------- | ---------------------------- | ---------------------------- | ---------------------------- | ---------------------------- | ---------------------------- | ---------------------------- | ---------------------------- | ---------------------------- | ---------------------------- | ---------------------------- | ---------------------------- | ---------------------------- | ---------------------------- |
| a                            | b                            | bu                           | c                            | ch                           | d                            | e                            | h                            | hu                           | i                            | m                            | n                            | o                            | p                            | qu                           | r                            | s                            | t                            | tz                           | u                            | v                            | vv                           | x                            | y                            | '                            |
| Valors fonètics              |                              |                              |                              |                              |                              |                              |                              |                              |                              |                              |                              |                              |                              |                              |                              |                              |                              |                              |                              |                              |                              |                              |                              |                              |
| a                            | b                            | bʷ                           | k                            | t͡ʃ                           | d                            | e                            | h                            | w                            | i (ɨ)                        | m                            | n                            | o                            | p                            | k                            | r (l)                        | s                            | t                            | t͡s                           | u/w                          | b                            | w                            | ʃ                            | j                            | ʔ                            |

El següent quadre mostra els fonemes i grafemes de l'eudeve usats en l'estudi d'aquesta llengua proposada per Johnson i empleat també per Lionnet.
| L'abecedari eudeve | L'abecedari eudeve | L'abecedari eudeve | L'abecedari eudeve | L'abecedari eudeve | L'abecedari eudeve | L'abecedari eudeve | L'abecedari eudeve | L'abecedari eudeve | L'abecedari eudeve | L'abecedari eudeve | L'abecedari eudeve | L'abecedari eudeve | L'abecedari eudeve | L'abecedari eudeve | L'abecedari eudeve | L'abecedari eudeve | L'abecedari eudeve | L'abecedari eudeve | L'abecedari eudeve |
| ------------------ | ------------------ | ------------------ | ------------------ | ------------------ | ------------------ | ------------------ | ------------------ | ------------------ | ------------------ | ------------------ | ------------------ | ------------------ | ------------------ | ------------------ | ------------------ | ------------------ | ------------------ | ------------------ | ------------------ |
| A                  | B                  | (Bw)               | C                  | D                  | E                  | H                  | I                  | K                  | M                  | N                  | O                  | P                  | R                  | S                  | T                  | U                  | W                  | (Y)                | '                  |
| a                  | b                  | (bw)               | c                  | d                  | e                  | h                  | i                  | k                  | m                  | n                  | o                  | p                  | r                  | s                  | t                  | u                  | w                  | y                  | '                  |
| Valors fonètics    |                    |                    |                    |                    |                    |                    |                    |                    |                    |                    |                    |                    |                    |                    |                    |                    |                    |                    |                    |
| a                  | b                  | (bʷ)               | t͡s (t͡ʃ)            | d                  | e                  | h                  | i (ɨ)              | k                  | m                  | n                  | o                  | p                  | r (l)              | s (ʃ)              | t                  | u                  | w                  | (j)                | ʔ                  |

- Les consonants ‹bw›, ‹i› i ‹'› no formen part integral de l'abecedari eudeve, però sí que s'empren per a certes paraules.
- La consonant ‹c› /t͡s/, té l'al·lòfon /t͡ʃ/. Loaysa usà ‹tz› per al fonema /t͡s/ i <ch> per al fonema /t͡ʃ/.
- La consonant ‹s› /s/, té l'al·lòfon /ʃ/. Loaysa usà ‹x› per al fonema /ʃ/.
- La semiconsonant ‹w› /w/, té els al·lòfons /gw/ i /g/. Loaysa va emprar ‹o›, ‹uh› o ‹vv› per a aquest fonema.
- La consonant ‹r› /r/ té l'al·lòfon /l/.

## Gramàtica
L'eudeve presenta característiques morfològiques similars a altres llengües utoasteques del nord de Mèxic:
- El nom té una inflexió relativament simple distingint entre formes posseïdes i formes no-posseïdes. Les formes no-posseïdes del nom freqüentment són diferents per a la funció de subjecte, d'objecte o de complement nominal. El plural dels noms s'assenyala freqüentment mitjançant reduplicació parcial de la primera síl·laba.
- El verb té una estructura clarament aglutinant, concordant en persona i nombre tant amb el subjecte com amb l'objecte.

La flexió nominal permet agrupar a les paraules en tres paradigmes o declinacions que es resumeixen en el següent quadre:
| Casos                | 1a declinació | 2a declinació | 3a declinació |
| -------------------- | ------------- | ------------- | ------------- |
| Subjecte (nominatiu) | ___           | -t            | ___           |
| Objecte (acusatiu)   | -k            | -ta           | -i            |
| Complement Nominal   | -ke           | -te           | -e            |

Molts noms de la segona declinació accentuayos en l'última síl·laba de l'arrel, desplacen l'accent a la síl·laba anterior, i atès que la síl·laba àtona es perd s'obtenen patrons com: arí-t 'formiga' (subjecte) / *ári-ta > ár-ta 'formiga' (objecte); mecá-t 'lluna' (subjecte) / *méca-ta > *méc-ta > mé-ta 'lluna' (objecte).
Des del punt sintàctic, l'eudeve és una llengua amb ordre preferent SOV, nucli final i, per tant, adjectiu precedeix al nom al que modifica, usa postoposicions en lloc de preposicions, etc.

## Lèxic
El lèxic registrat de l'eudeve va ser registrat en diversos treballs, el primer document és un Arte de la lengua hegue escrit per Balthasar Loaysa cap a 1662. Amb posterioritat va aparèixer un altre art anònim del segle xviii o XVIII, Buckingham Smith, que usa un sistema diferent en el qual es reflecteixen alguns canvis fonètics respecte a la varietat estudiada per Loaysa.
En 1851 J. R. Barlett va recollir un vocabulari z Ures (Sonora) d'unes 160 paraules, del que el considerava una variant d'ópata que va resultar ser de fet eudeve. Posteriorment Roberto Escalante va publicar un vocabulari compilat per Jean B. Johnson en 1940 a Tonichi, provant que la llengua del lloc no era l'ópata com havia cregut Johnson sinó l'eudeve. El fet que els documents registrats abastin gairebé 3 segles permet reconèixer alguns canvis que va sofrir la llengua en la seva història recent.

## Text mostra
El següent text és el Parenostre traduït a la llengua eudeve presentat en l'obra d'un autor anònim Arte y vocabulario de la lengua dohema, heve, o eudeva, editat per Pennington.{ Smith el publicà també en la seva Grammatical sketch of the Heve language. Alhora Pimentel en presentà una versió analitzada.
Tamo Nóno
Tamo nóno, tevíctze catzí,

amo canne teguá véhva vitzuateradauh.

Tame kanne vená hásem amo quéidagua.

Amo canne hinádocauh iuhtépatz éndauh,

tevíctze endahtevén.

Quécovi tamo bádagua óqui tame mic.

Tame náventziuh tame pívidedo tamo canáde émca.

Eín tamo ovi tamo náventziuhdahteven.

Cana tótze diablo tatacóritze tame huétudenta.

Nassa tame hipúr cadénitzevai.

Amén.